# Ola (sport)

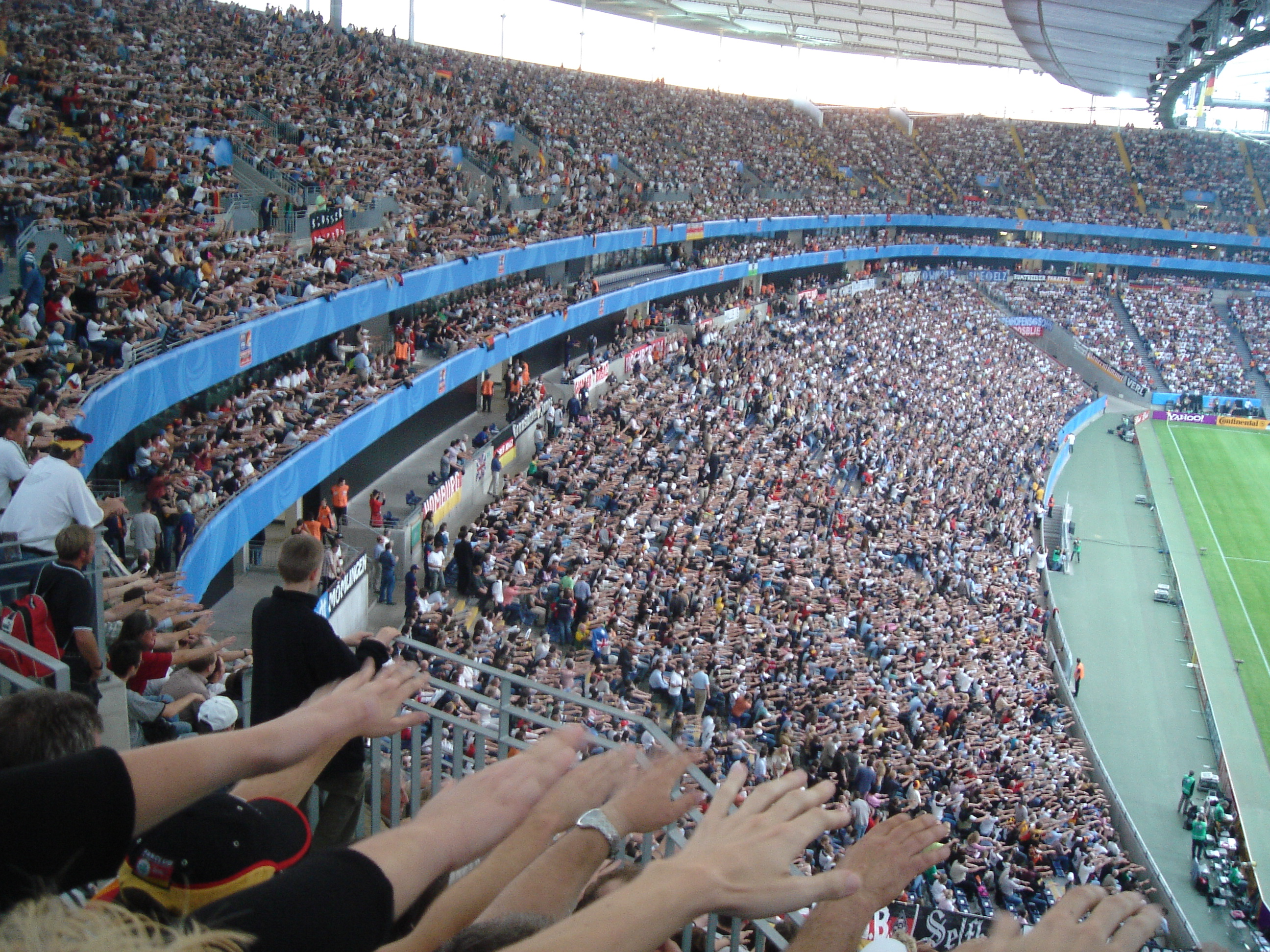
Tifosi calcistici eseguono la ola durante la Confederations Cup 2005.

La ola è una coreografia sportiva ad onda metacronale, diffusa presso le tifoserie mondiali per incitare le proprie squadre e gli atleti.

## Etimologia
Il termine viene dallo spagnolo, lingua in cui significa «onda». Il nome è dovuto all'effetto coreografico che il pubblico dello stadio crea alzandosi ed abbassandosi in sincronia, ricreando il movimento di un moto ondoso.

## Storia
Il fenomeno nacque ufficialmente a Oakland, in California, il 15 ottobre 1981. L'evento era una partita di baseball tra Oakland AS e New York Yankees: i 48 000 spettatori ondeggiarono imitando Krazy George, un cheerleader professionista. L'invenzione del gesto viene comunemente, ancorché erroneamente, attribuita al Mondiale di calcio del 1986, giocato in Messico: il torneo ha contribuito, infatti, a rendere popolare il gesto a livello planetario.